# LG G Watch R
Die LG G Watch R ist die zweite Smartwatch von LG und läuft ebenfalls unter dem Betriebssystem Android Wear. Sie wurde im Vorfeld der IFA 2014 in Berlin am 28. August vorgestellt. Die erste Smartwatch, die LG G Watch, und die G Watch R sollen nicht als Vorgänger und Nachfolger gesehen werden, sondern als nebeneinander existierende Produktreihen. Die innere Hardware ist mit dem Snapdragon-400-Prozessor bei 1,3 GHz Taktung sehr ähnlich, bei beiden gibt es auch 512 MB RAM sowie 4 GB internen Speicher. Der Akku des neueren Modells ist mit 410 mAh etwas stärker. Der größte Unterschied ist jedoch das Display, das bei der Watch R rund ist und 1,3 Zoll im Durchmesser misst. Dennoch ist die Auflösung von 320 Pixeln Durchmesser sogar noch schärfer. Im Gegensatz zur Motorola Moto 360, deren Display ebenfalls nicht rechteckig ist, besitzt die Watch R auch keine abgeflachte Seite am Kreis, sondern ist durchgängig rund. Beide Modelle sind auch nach IP67 staubresistent und bis 30 Minuten unter Wasser sicher. Kompatibel ist die LG G Watch R mit Android ab 4.0 und iOS ab Version 8.2, nicht aber mit Windows-Betriebssystemen.